# Горбатенко Іван Пантелеймонович
Іван Пантелеймонович Горбатенко (27 листопада 1906, Богодухів, Харківська губернія — 1976) — радянський український вчений і викладач, фахівець в галузі політекономії і наукового комунізму. Кандидат філософських наук, доцент. Учасник німецько-радянської війни. Після війни дев'ятнадцять років очолював кафедру марксизму-ленінізму у Харківському юридичному інституті.

## Біографія
Іван Горбатенко народився 27 листопада 1906 року в Богодухові Харківської губернії. За національністю українець. У 1926 році вступив до Харківського інституту народного господарства, в якому за чотири роки навчання отримав спеціальність «інженер-економіст». У 1932 році закінчив аспірантуру у Харківському інституті економічних досліджень при Українській державній плановій комісії. У червні того ж року почав викладати у Всесоюзній промисловій академії імені Сталіна в Харкові. Пропрацювавши в цьому закладі близько двох років, пішов звідти і почав викладати політекономію в інших харківських вишах ― Всеукраїнському інституті комуністичної освіти (нині — Харківська державна академія культури) та Інженерно-будівельному інституті на посаді старшого викладача. Згодом очолив кафедру марксизму-ленінізму у Харківському зоотехнічному інституті, де працював до липня 1941 року. Член ВКП (б) з 1941 року.
Після початку Німецько-радянської війни вступив до лав Червоної Армії. Брав участь у бойових діях, мав військове звання капітан. Під час служби був політруком і старшим викладачем на курсах для політскладу 30-ї армії РСЧА, агітатором у політвідділі 375-стрілецької дивізії і старшим інструктором в політуправлінні Північно-Кавказького військового округу. Відзначився під час Курської битви: організував і вивів з оточення 103 бійця, за що був нагороджений орденом Червоної Зірки (12.09.1943). Також мав медаль «За перемогу над Німеччиною у Великій Вітчизняній війні 1941—1945 рр.» (04.09.1945).
У 1946 році Горбатенко працював на посаді завідувача кафедри марксизму-ленінізму Харківського юридичного інституту. На початку 1950-х років на кафедрі працювало дев'ять штатних викладачів, п'ятеро з них у цей період захистили кандидатські дисертації та отримали відповідний науковий ступінь. Іван Пантелеймонович отримав ступінь кандидата філософських наук. У 1953 році йому було присвоєно вчене звання доцент. У 1965 році пішов з посади завідувача кафедри. Наприкінці 1960-х років поряд з іншими викладачами кафедри працював над написанням статей до енциклопедії «Історія міст і сіл Української РСР». Був відповідальним редактором підручника «Логіка» за авторством В. О. Жерьобкіна.
Іван Горбатенко помер у 1976 році.

## Оцінка
Радянський і український державний і політичний діяч Георгій Крючков характеризував Івана Пантелеймоновича, як і інших своїх інститутських наставників, які для нього були прикладами для наслідування, як людину принципову, яка не піддавалася кон'юнктурі, а жила за законом і по совісті.

## Примітка
1. 1 2 3  Горбатенко Иван Пантелеймонович Орден Красной Звезды. Память народа (рос) . Министерство обороны Российской Федерации. Архів оригіналу за 15 квітня 2022. Процитовано 15 квітня 2022.
2. 1 2 3  Тацій, Кононенко, Тихий, 2013, с. 42.
3. ↑  Тацій, Панов, 1995, с. 95—96.
4. ↑  Жеребкин В. Е.  / Горбатенко И. П. — Харьков : Издательство харьковского университета, 1968. — 264 с. Архівовано з джерела 6 квітня 2022
5. ↑  Тацій, Панов, 1995, с. 96.
6. ↑  Крючков Г. К. Лестница, полная заноз. Полвека в политике / Г. Крючков; худож.-оформ. Е. Д. Кононученко. — Харьков : Фолио, 2014. — С. 11. — ISBN 978-966-03-7052-4.
7. ↑  Крючков Г. К. Трудные уроки : Раздумия бывшего парт. работника / Худож.-оформитель Л. П. Вировец. — 2-е изд. — Харьков : Фолио, 2009. — С. 9—10. — ISBN 978-966-03-4824-0.